# Hydnomerulius pinastri
Hydnomerulius pinastri — вид грибів, що належить до монотипового роду  Hydnomerulius.